# Liste des municipalités de l'Arizona

Carte des États-Unis avec l'Arizona en rouge.

L'État américain de l'Arizona est divisé en 91 municipalités ayant le statut de city ou de town. 

## Création et statut
Depuis sa ratification en 1912, la Constitution de l'Arizona (en) permet la création de corporations municipales dans toute communauté de plus de 3 500 habitants. Selon la constitution, une charte municipale ne peut pas être créée par une loi spéciale ou par la législature, mais par les communautés elles-mêmes selon les conditions prévues par la loi générale. La loi a réduit le seuil de la population a 1 500 habitants et même 500 habitants pour les communautés situées à moins de 10 milles (16 km) d'un parc national ou d'un monument national. La loi restreint la création de nouvelles municipalités dans les zones urbanisées, qu'elle définit comme des zones tampons spécifiques entourant des municipalités existantes.
La loi permet l'incorporation des communautés sous le statut de « city » ou de « town ». Pour devenir une city, la communauté doit avoir une population supérieure à 3 000 habitants,. Les cities et towns fonctionnent de la même manière, mais les cities peuvent adopter leur propre charte municipale et disposent de plus grands pouvoirs que les towns, concernant notamment la régulation des constructions sur le territoire de la ville. La loi de l'État permet aux towns de fusionner et à une city d'annexer une town, mais n'autorise pas les cities à fusionner,. Une town peut par ailleurs se transformer en city lorsqu'elle dépasse le seuil de 3 000 habitants,. Cependant, d'importantes towns comme Gilbert choisissent de conserver leur statut.
Avant que l'Arizona ne devienne un État en 1912, 20 municipalités ont été créées sans respecter ces règles.[réf. nécessaire] Par exemple, Phoenix a été incorporée en 1881 par une loi de la législature du territoire de l'Arizona approuvant sa charte municipale (The Phoenix Charter Bill).

## Liste des municipalités
| Nom              | Type | Comté               | Population(2010) | Superficie (2010)                    | Annéed'incorporation |
| ---------------- | ---- | ------------------- | ---------------- | ------------------------------------ | -------------------- |
| Apache Junction  | City | Pinal et Maricopa   | 35 840           | 35 milles carrés / 90,65 km2         | 1978                 |
| Avondale         | City | Maricopa            | 76 238           | 45,65 milles carrés / 118,23 km2     | 1946                 |
| Benson           | City | Cochise             | 5 105            | 41,46 milles carrés / 107,38 km2     | 1924                 |
| Bisbee           | City | Cochise             | 5 575            | 5,16 milles carrés / 13,36 km2       | 1902                 |
| Buckeye          | City | Maricopa            | 50 876           | 375,39 milles carrés / 972,26 km2    | 1929                 |
| Bullhead City    | City | Mohave              | 39 540           | 60,18 milles carrés / 155,87 km2     | 1984                 |
| Camp Verde       | Town | Yavapai             | 10 873           | 43,15 milles carrés / 111,76 km2     | 1986                 |
| Carefree         | Town | Maricopa            | 3 363            | 8,81 milles carrés / 22,82 km2       | 1984                 |
| Casa Grande      | City | Pinal               | 48 571           | 109,67 milles carrés / 284,04 km2    | 1915                 |
| Cave Creek       | Town | Maricopa            | 5 015            | 37,92 milles carrés / 98,21 km2      | 1986                 |
| Chandler         | City | Maricopa            | 236 123          | 64,52 milles carrés / 167,11 km2     | 1920                 |
| Chino Valley     | Town | Yavapai             | 10 817           | 63,43 milles carrés / 164,28 km2     | 1970                 |
| Clarkdale        | Town | Yavapai             | 4 097            | 10,57 milles carrés / 27,38 km2      | 1957                 |
| Clifton          | Town | Greenlee            | 3 311            | 15 milles carrés / 38,85 km2         | 1909                 |
| Colorado City    | Town | Mohave              | 4 821            | 10,34 milles carrés / 26,78 km2      | 1985                 |
| Coolidge         | City | Pinal               | 11 825           | 56,58 milles carrés / 146,54 km2     | 1945                 |
| Cottonwood       | Town | Yavapai             | 11 265           | 16,41 milles carrés / 42,5 km2       | 1960                 |
| Dewey-Humboldt   | Town | Yavapai             | 3 894            | 18,59 milles carrés / 48,15 km2      | 2004                 |
| Douglas          | City | Cochise             | 17 378           | 9,98 milles carrés / 25,85 km2       | 1905                 |
| Duncan           | Town | Greenlee            | 696              | 2,16 milles carrés / 5,59 km2        | 1938                 |
| Eagar            | Town | Apache              | 4 885            | 11,24 milles carrés / 29,11 km2      | 1948                 |
| El Mirage        | City | Maricopa            | 31 797           | 10,09 milles carrés / 26,13 km2      | 1951                 |
| Eloy             | City | Pinal               | 16 631           | 111,57 milles carrés / 288,96 km2    | 1949                 |
| Flagstaff        | City | Coconino            | 65 870           | 63,91 milles carrés / 165,53 km2     | 1894                 |
| Florence         | Town | Pinal               | 25 536           | 52,49 milles carrés / 135,95 km2     | 1908                 |
| Fountain Hills   | Town | Maricopa            | 22 489           | 20,42 milles carrés / 52,89 km2      | 1989                 |
| Fredonia         | Town | Coconino            | 1 314            | 7,32 milles carrés / 18,96 km2       | 1956                 |
| Gila Bend        | Town | Maricopa            | 1 922            | 55,37 milles carrés / 143,41 km2     | 1962                 |
| Gilbert          | Town | Maricopa            | 208 453          | 68,15 milles carrés / 176,51 km2     | 1920                 |
| Glendale         | City | Maricopa            | 226 721          | 60,13 milles carrés / 155,74 km2     | 1910                 |
| Globe            | City | Gila                | 7 532            | 18,20 milles carrés / 47,14 km2      | 1907                 |
| Goodyear         | City | Maricopa            | 65 275           | 191,52 milles carrés / 496,03 km2    | 1946                 |
| Guadalupe        | Town | Maricopa            | 5 523            | 0,81 milles carrés / 2,1 km2         | 1975                 |
| Hayden           | Town | Gila et Pinal       | 662              | 1,27 milles carrés / 3,29 km2        | 1956                 |
| Holbrook         | City | Navajo              | 5 053            | 17,37 milles carrés / 44,99 km2      | 1917                 |
| Huachuca City    | Town | Cochise             | 1 853            | 2,81 milles carrés / 7,28 km2        | 1958                 |
| Jerome           | Town | Yavapai             | 444              | 0,86 milles carrés / 2,23 km2        | 1889                 |
| Kearny           | Town | Pinal               | 1 950            | 2,81 milles carrés / 7,28 km2        | 1959                 |
| Kingman          | City | Mohave              | 28 068           | 34,82 milles carrés / 90,18 km2      | 1952                 |
| Lake Havasu City | City | Mohave              | 52 527           | 44,48 milles carrés / 115,2 km2      | 1978                 |
| Litchfield Park  | City | Maricopa            | 5 476            | 3,34 milles carrés / 8,65 km2        | 1987                 |
| Mammoth          | Town | Pinal               | 1 426            | 1,04 milles carrés / 2,69 km2        | 1958                 |
| Marana           | Town | Pima et Pinal       | 34 961           | 122,2 milles carrés / 316,5 km2      | 1977                 |
| Maricopa         | City | Pinal               | 43 482           | 47,57 milles carrés / 123,21 km2     | 2003                 |
| Mesa             | City | Maricopa            | 439 041          | 137,06 milles carrés / 354,98 km2    | 1883                 |
| Miami            | Town | Gila                | 1 837            | 0,88 milles carrés / 2,28 km2        | 1918                 |
| Nogales          | City | Santa Cruz          | 20 837           | 20,84 milles carrés / 53,98 km2      | 1893                 |
| Oro Valley       | Town | Pima                | 41 011           | 35,64 milles carrés / 92,31 km2      | 1974                 |
| Page             | City | Coconino            | 7 247            | 16,64 milles carrés / 43,1 km2       | 1975                 |
| Paradise Valley  | Town | Maricopa            | 12 820           | 15,46 milles carrés / 40,04 km2      | 1961                 |
| Parker           | Town | La Paz              | 3 083            | 21,99 milles carrés / 56,95 km2      | 1948                 |
| Patagonia        | Town | Santa Cruz          | 913              | 1,29 milles carrés / 3,34 km2        | 1948                 |
| Payson           | Town | Gila                | 15 301           | 15 301 milles carrés / 39 629,41 km2 | 1973                 |
| Peoria           | City | Maricopa et Yavapai | 154 065          | 177,97 milles carrés / 460,94 km2    | 1954                 |
| Phoenix          | City | Maricopa            | 1 445 632        | 517,95 milles carrés / 1 341,48 km2  | 1881                 |
| Pima             | Town | Graham              | 2 387            | 5,93 milles carrés / 15,36 km2       | 1916                 |
| Pinetop-Lakeside | Town | Navajo              | 4 282            | 11,37 milles carrés / 29,45 km2      | 1984                 |
| Prescott         | City | Yavapai             | 39 843           | 41,58 milles carrés / 107,69 km2     | 1883                 |
| Prescott Valley  | Town | Yavapai             | 38 822           | 38,65 milles carrés / 100,1 km2      | 1978                 |
| Quartzsite       | Town | La Paz              | 3 677            | 36,72 milles carrés / 95,1 km2       | 1989                 |
| Queen Creek      | Town | Maricopa et Pinal   | 26 361           | 28,07 milles carrés / 72,7 km2       | 1989                 |
| Safford          | City | Graham              | 9 566            | 8,59 milles carrés / 22,25 km2       | 1901                 |
| Sahuarita        | Town | Pima                | 25 259           | 31,04 milles carrés / 80,39 km2      | 1994                 |
| San Luis         | City | Yuma                | 25 505           | 32,10 milles carrés / 83,14 km2      | 1979                 |
| Scottsdale       | City | Maricopa            | 217 385          | 184,4 milles carrés / 477,59 km2     | 1951                 |
| Sedona           | City | Yavapai et Coconino | 10 031           | 19,18 milles carrés / 49,68 km2      | 1988                 |
| Show Low         | City | Navajo              | 10 660           | 41,17 milles carrés / 106,63 km2     | 1953                 |
| Sierra Vista     | City | Cochise             | 43 888           | 152,54 milles carrés / 395,08 km2    | 1956                 |
| Snowflake        | Town | Navajo              | 5 590            | 33,58 milles carrés / 86,97 km2      | 1948                 |
| Somerton         | City | Yuma                | 14 287           | 7,3 milles carrés / 18,91 km2        | 1918                 |
| South Tucson     | City | Pima                | 5 652            | 1,04 milles carrés / 2,69 km2        | 1940                 |
| Springerville    | Town | Apache              | 1 961            | 11,69 milles carrés / 30,28 km2      | 1948                 |
| St. Johns        | City | Apache              | 3 480            | 26,08 milles carrés / 67,55 km2      | 1946                 |
| Star Valley      | Town | Gila                | 1 970            | 36,13 milles carrés / 93,58 km2      | 2005                 |
| Superior         | Town | Pinal               | 2 837            | 1,94 milles carrés / 5,02 km2        | 1976                 |
| Surprise         | City | Maricopa            | 117 517          | 105,87 milles carrés / 274,2 km2     | 1960                 |
| Taylor           | Town | Navajo              | 4 112            | 32,67 milles carrés / 84,61 km2      | 1966                 |
| Tempe            | City | Maricopa            | 161 719          | 40,19 milles carrés / 104,09 km2     | 1894                 |
| Thatcher         | Town | Graham              | 4 865            | 6,13 milles carrés / 15,88 km2       | 1899                 |
| Tolleson         | City | Maricopa            | 6 545            | 5,75 milles carrés / 14,89 km2       | 1929                 |
| Tombstone        | City | Cochise             | 1 380            | 4,31 milles carrés / 11,16 km2       | 1881                 |
| Tucson           | City | Pima                | 520 116          | 227,03 milles carrés / 588,01 km2    | 1877                 |
| Tusayan          | Town | Coconino            | 558              | 8,91 milles carrés / 23,08 km2       | 2010                 |
| Wellton          | Town | Yuma                | 2 882            | 28,93 milles carrés / 74,93 km2      | 1970                 |
| Wickenburg       | Town | Maricopa            | 6 363            | 18,77 milles carrés / 48,61 km2      | 1909                 |
| Willcox          | City | Cochise             | 3 757            | 6,28 milles carrés / 16,27 km2       | 1915                 |
| Williams         | City | Coconino            | 3 023            | 43,79 milles carrés / 113,42 km2     | 1901                 |
| Winkelman        | Town | Gila                | 353              | 0,75 milles carrés / 1,94 km2        | 1949                 |
| Winslow          | City | Navajo              | 9 655            | 12,35 milles carrés / 31,99 km2      | 1900                 |
| Youngtown        | Town | Maricopa            | 6 156            | 1,54 milles carrés / 3,99 km2        | 1960                 |
| Yuma             | City | Yuma                | 93 064           | 120,41 milles carrés / 311,86 km2    | 1914                 |